# بويان كرستوفيتش
بويان كرستوفيتش (بالصربية: Бојан Крстовић) مواليد 1 نوفمبر 1980 في جمهورية يوغوسلافيا الاشتراكية الاتحادية، هو لاعب كرة سلة صربي. بدأ مسيرته الاحترافية في سنة 2001. يلعب مع فرشاتس في الدوري الصربي لكرة السلة. يحمل الرقم 11. حقق المركز الأول في الألعاب الجامعية الصيفية 2003.

## المسيرة الاحترافية
لعب مع نادي إف إم بي لكرة السلة من سنة 2003 إلى 2008، ثم لعب مع نادي بودوشنوست لكرة السلة في موسم 2011–2012، ثم لعب مع نادي رادنيتشكي كراغوييفاتس لكرة السلة في موسم 2012–2013.

## الميداليات
| الميدالية | المسابقة                      |
| --------- | ----------------------------- |
| ذهبية     | الألعاب الجامعية الصيفية 2003 |

## روابط خارجية
- بويان كرستوفيتش على موقع الدوري الأوروبي لكرة السلة (الإنجليزية)
- بويان كرستوفيتش على موقع كرة السلة الأوروبية.كوم (الإنجليزية)
- بويان كرستوفيتش على موقع ريلجم (الإنجليزية)
- بويان كرستوفيتش على موقع بروبوليرز (الإنجليزية)
- بويان كرستوفيتش على موقع سبورتس رفرنس (الإنجليزية)